# Worms: Revolution
Worms: Revolution est un jeu vidéo d'artillerie développé par Team17. Il est sorti le 10 octobre 2012 sur PC, Xbox 360 et PlayStation 3.

## Modes de jeu
Cet opus dispose de 8 modes de jeu différents parmi lesquels :
- Le mode Campagne : ce mode permet de jouer différentes missions scénarisées et réparties dans plusieurs environnements tels que les égouts ou la plage. À la fin de chaque environnement, le joueur a l'occasion d'affronter un boss ;
- Le mode Mars : ce mode permet d'affronter des vers dans un environnement martien ;
- Le mode Énigme : ce mode permet de résoudre diverses énigmes avec les vers.

## Classes de vers
Dans Worms: Revolution, il existe quatre classes de vers différentes :
- Soldat :

Le ver de base ; équilibré et stable, il permet de compléter les formations ;
- Malabar :

Ver imposant et fort, résistant très bien aux dégâts, il possède des armes plus puissantes que les autres vers, ainsi son bazooka infligera en tir direct 30 dégâts au lieu de 25. Il est cependant moins habile dans ses déplacements ;
- Scientifique :

Ver plus intelligent que les autres : à chaque fois que son tour commence, il ajoute 5 à la santé de chacun des vers de son équipe. Chaque tourelle, électroaimant ou poutre qu'il pose sont plus efficaces. Le scientifique est, malgré tout, peu résistant aux attaques ;
- Scout (ou éclaireur) :

Rapide et petit, le scout permet de prendre agilement des positions stratégiques en très peu de temps. Les tunnels qu'il crée avec un chalumeau ne sont pénétrables que par des vers scout. Tout comme le scientifique, le Scout ne supporte pas l'exposition aux grosses attaques.